# Slossonia rubrotincta
Slossonia rubrotincta là một loài bướm đêm trong họ Geometridae.